# Таїпов Муса Апсаєвич
Муса́ Апса́євич Таїпов (російською Муса Таипов, французькою Moussa Taipov) (24 грудня 1957) — чеченський державний діяч в еміграції, учасник руху опору, журналіст, громадянин Франції, вербувальник чеченських добровольців до України. Скандально прославився своїми погрозами та судовим позовом проти президента України В. Зеленського.

## Життєпис
Муса Апсаєвич народився 24 жовтня 1957 року в місті Шимкент в Казахстані, де жив чеченський народ в депортації.
Проходив військову службу в Архангельську.
Здобув вищу освіту в м. Рязань, деякий час жив у Москві, займався бізнесом в радянському кооперативі, працював в різних радянських структурах інженером, до 1991 року числився членом КПРС.
Був в особистій охороні Джохара Дудаєва перед обранням того президентом Ічкерії в 1991 році, коли глава держави отримав державну охорону. Керівником охорони (служби безпеки) президента Чечні з 1991 року був Арсанукаєв Абу Ахмедович, котрий у 2002 році перейшов на сторону РФ.
Далі Таїпов працював у 1992-1994 роках головою Державної пробірної палати Чеченської республіки Ічкерія, у 1994-1996 роках був польовим командиром Збройних сил Ічкерії. Подробиць цього періоду про Таїпова не наводиться. Зі слів Таїпова відомо, що коли він очолював пробірну палату (з контролю за виготовленням і обігом дорогоцінних металів), то разом з місцевими геологами організував першу у Грозному експедицію для пошуку в горах Чечні родовищ кольорових металів, і результати роботи цієї експедиції були вражаючими.
Як вважає ветеран чеченського опору Сулім Юнусов, Таїпов у період першої чеченської війни 1994-1996 років проживав переважно у Інгушетії..
Як стверджує Поліна Жеребцова, Таїпов довгий час жив у Москві та інших великих містах Росії під фальшивими паспортами, які він встиг виготовити через знайомого працівника паспортного столу.
Втім, Таїпов підкреслював що користувався фальшивими паспортами виключно для проведення у Росії розвідувальної діяльності на користь Ічкерії.
Далі влітку 1996 року повернувся до свого вцілілого дому на території грозненського передмістя Катаяма, займався виборами, був главою окружної і міської виборчої комісії у столиці Чечні - м. Грозний, перейменованому 1997 року в Джохар-Кала. Сюди його привів призначений у вересні 1996 року на посаду голови Центрвиборчкому Ічкерії колишній працівник КДБ та полковник армії РФ до 1992 року Сайдаєв Мумаді Мінкаїлович (1941 року народження, двічі арештовувався у 2000 та 2006 роках, з 2007 року перебуває в розшуку в РФ).
Саме Таїпову, як голові Грозненської міської виборчої комісії, приписували вину у фактичному зриві проведених 31 травня 1997 року виборів мера Грозного. За даними Тімура Музаєва: "Турпал Атгериев получил большинство голосов (около 44 %), но выборы были признаны недействительными из-за многочисленных нарушений в ходе их проведения".. За словами ж Муси Таїпова: "Выборы мэра признаны несостоявшимися: в голосовании приняло участие менее трети зарегистрированных избирателей, тогда как для признания результатов выборов действительными требуется участие не менее 50% имеющих право голоса. В ходе голосования выявилось лидерство нынешнего мэра Грозного Лечи Дудаева"..
Брав участь у Другій чеченській війні з 1999 року. До січня 2000 року воював, потім був задіяний у партизанській війні в горах. Простудився і лікувався в 2004 році..
За іншими ж даними - переховувався у станиці Слепцовська (Орджоникідзевська) в Інгушетії, там же перебував у 2002-2006 роках і його колишній начальник по попередній роботі - голова Центрвиборчкому Ічкерії в 1996-1999 роках Мумаді Сайдаєв. Останній, до свого переходу на бік федералів 2000 року - польовий командир Збройних сил Ічкерії (у 2006 році вдруге арештований ФСБ, у 2007 році зник при загадкових обставинах і був оголошений у розшук, подальша доля невідома).
У зверненні групи чеченських біженців Муса Таїпов згаданий, як один з мешканців наметового табору Альтієво в Інгушетії, котрих арештували у червні 2004 року російські силовики.. Але вже станом на 23 липня 2004 року Таїпов був звільнений..
Емігрував до Франції у 2005 році й став повноважним послом емігрантського Уряду Чеченської Республіки Ічкерія у Франції. Його призначив своїм указом від 18 вересня 2005 року глава МЗС Ічкерії у вигнанні Ахмел Закаєв, при чому кандидатуру Таїпова узгодили його заступники: Ільяс Мусаєв та Усман Ферзаулі, котрі обидва поживають у Данії..

## Громадсько-політична та журналістська діяльність
У грудні 2005 року, офіційно розпочавши свою діяльність послом, Таїпов підтримав акцію протесту, яку почав Саїд-Емін Ібрагімов у Франції..
З того часу постійно проживає у м. Страсбург, у квартирі, де раніше проживав попередній представник Ічкерії у Франції - Тутаков Вагап Дудаєвич, 1957 року народження, котрий пішов на співпрацю з владою РФ, у 2003 році склав з себе мандат депутата парламенту Ічкерії (визнавши тим самим нови1, кадировський парламент Чечні), а тому вже у 2004 році був позбавлений парламентом Ічкерії статусу дипломата і працівника МЗС, а в 2005 році повернувся у Чечню. Від співпраці з урядом Ічкерії відійшов також іншій чеченський політик з Франції - Майрбек Вачагаєв.
Наступним представником Ічкерії у Франції у 2003-2004 роках згаданий Умар Хамбієв, який пізніше також пішов на співпрацю з РФ, і в 2008 році повернувся в Чечню..
Також Таїпов у 2006 році став головним редактором інтернет-видання «Ічкерія інфо».
2007 року, разом з іншими дипломатами Ічкерії, засудив діяльність "Кавказького імарату" під керівництвом Докку Умарова..
2009 року відійшов від уряду Закаєва-Сараляпова і перейшов до новоствореного декларацією від 12 серпня 2009 року "Президіуму уряду Ічкерії" під керівництвом Ахьяда Ідігова, свого родича..
Цьому передував його конфлікт з Саід-Еміном Ібрагімовим..
Отже, за участю Муси Таїпова та Ахьяда Ідігова утворився опозиційний Закаєву новий уряд Ічкерії. Однак прихильники Закаєва різко розкритикували нову паралельну структуру.
Як згадував член уряду Закаєва - міністр Сулім Юнусов (цитата мовою оригіналу): "8 февраля 2010 года - Верховный суд РФ признал Имарат Кавказ террористической организацией. 19 марта 2010 года - проходит чуть больше месяца и Идигов, признавая решение Верховного Суда РФ, то есть, считая ЧРИ упраздненной, делает свое «Воззвание Правительства (Президиума) Чеченской Республики Ичкерия"
.
У вересні 2014 року "посол ЧРІ у Франції" Муса Таїпов виступив з критикою ініціативи, котру висунув Мунаєв Іса Ах'ядович, щодо створення чеченського добровольчого батальйону для допомоги Україні. Він звинуватив Мунаєва в тому, що той надав собі право говорити від імені всього чеченського народу, а також у тому, що бійці батальйону в майбутньому матимуть вельми спірний правовий статус, що може мати для них вельми негативні наслідки після повернення назад до Європи, - повідомляється у матеріалі "Вовчий прапор над Донбасом: чеченці на боці сил АТО", опублікованому на одеському порталі "Таймер"..
Призначений після загибелі Мунаєва в 2015 році новий командир батальону Осмаєв Адам Асланбекович також став об'єктом критичних заяв, з якими виступав на його адресу Муса Таїпов. За словами останнього про Осмаєва:
"В Чечні він готував, був учасником підготовки замаху на Кадирова Рамзана, і коли це все було розкрито там, деяких хлопців затримали, а він поїхав в Україну тоді. Пізніше я тут через знайомих ставив питання багатьом бійцям, знайомим старим бійцям, чи був Адам Осмаєв взагалі в якій-небудь групі, але ніхто його не знає як учасника бойових дій. І в даний момент в Туреччині знаходяться бійці, які тоді були вдома, їм я ставив це питання. Вони теж сміються над тим, що, мовляв, як це, він син колишнього кадировця, типу який працював з Ахмадом Кадировим, його батько працював з Кадировим-старшим, для нас вони одні й ті ж кадировці. Коли командир батальйону Іса Мунаєв загинув, і Аміна Окуєва призначила командиром, в спішному порядку оголосила командиром Адама, нікому нічого не повідомляючи, то старі бійці з групи, які повинні були до нас приїхати в батальйон, особисто мені подзвонили і сказали: "Ви хоч знаєте, кого ви призначили командиром батальйону? Це син кадировця. Ми в батальйон не йдемо", – розповів колишній командир батальйону, за свідченням Таїпова..
2016 року мішенню для критики з боку Таїпова стала проживаюча у Фінляндії російсько-чеченська журналістка-емігрантка Жеребцова Поліна Вікторівна, котру Таїпов вважав агенткою ФСБ..
З цього приводу, помічниця Таїпова - адміністратор його сайту "Ічкерія інфо" Ліза Тасуєва опублікувала ряд негативних постів проти Жеребцової.
2017 року Таїпов в черговий раз розкритикував сам факт створення в Україні батальйону імені Дудаєва, засудив діяльність Аміни Окуєвої, а замах на неї назвав фальшивкою:
"Окуєва, називаючи себе чеченкою i рекламована різними російськими і проросійськими ЗМІ вже в самій в Україні, готується для іншої роботи. Вона підноситься перш за все як «чеченка-мусульманка», що сповідує «чистий іслам». І я не здивуюся, якщо з часом, коли ситуація в окупованій нині ЧР-Ічкерія зміниться, вона з’явиться у нас... Навіть уже зараз відомо, що вона ввійде до складу групи Закаєва, про що вона (про підтримку його та його подільників) уже заявила! Я думаю, що Окуєва — довгостроковий проект... Але створений він, швидше, проти нас. Уже зараз вона в Україні позиціонується «еталоном чеченськості», при тому, що ніякого відношення до нас не мала і не має"..
2020 року широко коментував діяльність двох активістів чеченської діаспори: блогера Мансура Старого (Імрана Алієва) - свого близького приятеля, вбитого у Франції у м. Лілль в ніч з 29 на 30 січня 2020 року, та блогера Анзора Віденського (Маміхана Умарова), убитого 4 липня 2020 року.
Алієв Імран Замаудінович, чеченець родом з міста Хасавюрт (Дагестан), проживаючий до 2016 року в Грозному, переїхав у 2016 році в Бельгію, прославився критичними заявами щодо інгушів, аварців та азербайджанців. Зіграв певну роль у розпалюванні конфлікту між чеченською та азербайджанською діаспорами в Москві 2018 року, коли азербайджанці образили чеченського блогера Аліхана Буйнакського, а чечнці у відповідь погромили кілька азербайджанських кафе і автозаправок. Далі Імран був убитий у ніч з 29 на 30 січня 2020 року. Вбивцею став його знайомий Усман Мамадієв, який встиг повернутися у Чечню.
За повідомленням газети "The Guardian", тоді Муса Таїпов, чеченський опозиційний журналіст, який проживає в Страсбурзі і підтримував постійні контакти з Алієвим, заявив в інтерв'ю, що він скептично ставиться до ідеї того, що за вбивством стоїть Кадиров. Він заявив The Guardian, що Алієв минулого місяця отримав хвилю погроз від вихідців з Інгушетії, іншого регіону Росії, у зв'язку з образливими зауваженнями щодо прикордонного конфлікту з Чечнею. Таїпов зазначив, що на поведінку блогера могли впливати психотропні та знеболювальні ліки, які той приймав. Під впливом ліків він часом говорив речі, які одні вважали нападками, інших вони бавили..
Іноді Таїпов радив Алієву видалити певне завантажене останнім відео на Youtube. Найчастіше Алієв, за словами Таїпова, дотримувався його поради. Наприкінці грудня Алієв опублікував у ютьюбі ролик, у якому присягнув на вірність Кадирову. На думку багатьох, блогер зробив це через побоювання за своє життя, а Таїпов вважав це «знущанням і приколом». Як заявив Таїпов про Алієва:
"На еміграції він намагався знайти якусь свою нішу, привернути увагу. Вдарився у політику. Завів блог, брав інтерв'ю у різних людей із різними точками зору, намагався бути об'єктивним. Вліз у чечено-дагестанські відносини, почав сперечатися з дагестанцями. Коли виникло питання щодо чечено-інгуського кордону, потрапило туди".
Муса Таїпов заявив, що саме в день загибелі Алієва всі публікації у його блозі були видалені. «Зайшов до інтернету, його блог ще висів. Але вже за 15-20 хвилин його не було. Мабуть, та людина, яка його вбила, і видалила блог, зберігши у себе смартфон (убитого). Так, у нашому листуванні в WhatsApp, яке у мене збережено, відображається, що Імран нібито заходив у мережу о 05.22 ранку. Але, можливо, це вже був не він" - підсумував Таїпов..
Також Таїпов поставив під сумнів причетність людей Рамзана Кадирова до вбивства іншого чеченського блогера - Анзора Віденського (Маміхана Умарова), і навіть якимось чином виправдовував його вбивство.
"Те, що він говорив у блогах, було неприпустимим – образи жінок, дітей. За такі образи кровну помсту оголошують", - висловлює свою думку Таїпов про основний мотив вбивства.
"Я висловлююся на своєму сайті та соцмережах, що Кадиров – глава окупаційного режиму. Без матюка. Погоня за лайками замість того, щоб вчити думати, на мій погляд, неприпустима. Зараз цю нішу образ, і, відповідно, особистих ворогів режиму зайняв блогер Мінкаїл Малізаєв", - повідомив Таїпов..
Втім, окремі блогери розцінили такі заяви Таїпова, як намагання відбілити Рамзана Кадирова, відвести від станнього підозри в організації політичних вбивств.
Після початку російсько-української війни 2022 року Таїпов брав участь у вербуванні чеченської діаспори Франції до діючого в Україні чеченського добровольчого батальйону, вів агітацію на підтримку України, але при цьому продовжував протиставляти себе "закаєвцям".
2022 року Таїпов жорстко висловився про здавання в полон бійців “Азова”.
– Вони не мали потрапити в полон, це великий прорахунок Генштабу. Із самого початку було зрозуміло, що станеться оточення, їх притиснуть до моря. Потрібно було раніше їх виводити. Крім того, ті, хто здався в полон, не є героями. Так, вони зберегли життя, дай Бог їм здоров’я та швидкого повернення додому, але це поганий приклад для наслідування. Герой – той, хто готовий жертвувати своїм життям і залишатися на своїх принципах. “Азов” із воїнів перетворився на предмет торгу. Це не їхня провина, а керівників операції..
2023 року, несподівано для багатьох чеченців, Таїпов активно підтримав спецоперацію Ізраїлю проти сектору Газа та руху "Хамас", підкреслюючи у своїх заявах, що членів "Хамас" треба розглядати, як ворогів Ічкерії та союзників Путіна, тому вони підлягають знищенню. Після таких заяв, частина чеченських коментаторів стала сумніватися, чи дійсно Таїпов є мусульманином.
27 серпня 2024 року президент України Володимир Зеленський заявив про те, що Олег Татаров і Василь Малюк у 2022 році вбивали у Києві чеченців. У відповідь, Муса Таїпов звинуватив Зеленського у "чеченофобії", у недружніх висловлюваннях нібито стосовно всього чеченського народу, і став вимагати від Зеленського вибачень, за нібито допущену останнім образу чеченського народу.
. Оскільки вибачень не послідувало, то Таїпов 2 вересня оголосив про початок судового процесу в Європейському суді у Страсбурзі проти Зеленського за цим фактом..
Критику Зеленського з боку Таїпова активно підтримали друг-однодумець останнього Тузов Дмитро Олегович та інші журналісти телерадіоканалу Новое время - переважно російськомовного радіо, що з'явилося в Україні у 2017 (ребрендинг "Ера Радіо").

## Родина
Старший син Муси - мешканець м. Страсбург Мурат Таїпов, 1986 року народження, також працював в посольстві Ічкерії у Франції, паралельно разом з Рашидом Джумчураєвим і Хедою Ідіговою був співголовою ГО "Ассоціація чеченців Франції".. Був арештований за звинуваченням у нападах на французьких проституток, за участю групи з 8 осіб. У квітні 2015 року отримав 6 років тюрми, а його спільник Зелімхан Мадаєв (1982 року народження, також проживаючий у Стасбургу) - 7 років. Цікаво, що останній був родичем колишнього спецназівця Ічкерії Аслана Мадаєва, 1977 року народження - лідера чеченського земляцтва у м. Ніцца, а також родичем колишнього полковника КДБ Чечено-інгушетії до 1991 року Лечі Мадаєва. 2018 року Мурат достроково звільнений.
Молодший син Муси - мешканець м. Страсбург Таїпов Адам Мусаєвич, 1996 року народження, у 2022 році зареєструвався в Страсбурзі індивідуальним підприємцем.
Брат Муси, чеченський дисидент Таїпов Іса Апсаєвич - народився в 1956 році в Казахстані, у 1970-х роках зазнав політичних переслідувань.
Ще один брат Муси - Лечі Таїпов є одним з лідерів чеченської діаспори у Австрії.
Жертвами репресій у 2007 році стали близькі родичі Муси Таїпова - Таїпов Рустам Шабсаєвич (1972 року народження, арештований 2006 року, засуджений Верховним судом Чечні 11 вересня 2007 року до 22 років колонії) та його племінник Таїпов Іслам Ісаєвич (1984 року народження, засуджений тоді ж до 16 років колонії). Рустам Таїпов у 2004-2005 роках був працівником МВС Чечні (при владі Алу Алханова), а невдовзі після звільнення, разом з Ісламом та іншими спільниками 9 жовтня 2005 року здійснили вбивство 5 міліціонерів РФ у Грозному..
Рустама Таїпова та Іслама Таїпова судили по одній і тій же справі..
2005 року арештований ще один брат Таїпова - Таїпов Різван Тажаєвич, 1969 року народження, з Гудермеського району..
2018 року з Австрії був депортований племінник Муси - Таїпов Малік Резванович, 1996 року народження, який уже в 2019 році проживав у Грозному, і був зарахований до студентів Чеченського університету.
Вважається, що саме далекий родич Муси - Таїпов Адам Хаважович, народжений у 1982 році в Чечні, створив у 2009 році "кадировське" представництво Чечні у Парижі, у 2010 році став членом "Всесвітнього чеченського конгресу", а у 2013 році відкрив у Парижі чеченський центр "Chechen Alliance ATF".
Однак сам Муса Таїпов пізніше заперечив, що Адам є його родичем.

## Висловлювання
- Путінський режим може посипатися, мов картковий будиночок. Бо в ньому все тримається на силі та страхові
- «Небезпечно забувати, що перемога здобувається кров'ю та сльозами усього народу, а не окремими особистостями»
- Тільки Україна може зламати хребет Росії.